# Emma Drogunova
Emma Drogunova, née le 29 octobre 1995 à Tioumen (Russie), est une actrice allemande.

## Filmographie

### Au cinéma
- 2011 : Karussell
- 2013 : Das Adlon. Eine Familiensaga
- 2013 : Nicht den Boden berühren
- 2014 : Nord bei Nordwest
- 2015 : Letzte Spur Berlin
- 2015 : Und dann noch Paula
- 2016 : Au nom de ma fille de Vincent Garenq : Eva
- 2016 : Close
- 2016 : Der Staatsanwalt
- 2016 : Der letzte Cowboy
- 2016 : Ecke Weserstraße
- 2016 : Heart-Shaped Box
- 2016 : Wolfsland
- 2017 : Alpha Girl
- 2017 : Back for Good : Coco Cain
- 2017 : Die Familie : Tereza
- 2017 : Großstadtrevier
- 2017 : Jenny
- 2017 : Leanders letzte Reise : Young Ukrain Woman in Train
- 2017 : Südstadt
- 2017 : Tod im Internat
- 2017 : Toter Winkel
- 2017 : Unter anderen Umständen
- 2018 : Der Trafikant : Anezka
- 2018 : Marie Brand und der Duft des Todes
- 2018 : Marie fängt Feuer
- 2018 : Notruf Hafenkante
- 2018 : Vielmachglas : Zoë
- 2019 : Bonnie & Bonnie
- 2024 : Vena de Chiara Fleischhacker : Jenny

### À la télévision
- 2016 : Tatort (série télévisée)
- 2017 : Un cas pour deux (série télévisée)

## Récompenses et distinctions
- Shooting Star de la Berlinale 2019[1]